# Фортеза де Минас
20° 50′ 56″ S 46° 43′ 04″ W / 20.84889° Ј; 46.71778° З
Фортеза де Минас је општина у Бразилу. Налази се на југозападу државе Минас Жераис. Општина броји 3,837 житеља, који живе на подручју од 218 km². Град припада региону Сул е Судоесте де Минас и микро-регији Пазос. Статус општине је добила 1963. године.

## Локација
Центар града Фортезе де Минас налази се на надморској висини од 856 , јужно од регионалног центра Пезоса. Суседне општине су Пратаполис (северно и севернозападно), Итау де Минас (северно), Пазос (северноисточно и источно), Јакуи и Бом Језус да Пенха (јужно и југоисточно), Сао Себастиао до Параизо (запад).
Удаљеност
- Бело Оризонте: 358 km
- Јакуи: 22 km
- Пазос: 23 km
- Рибеирао Прето: 145 km
- Бразилија: 773 km
- Сао Пауло: 430 km

Најближи аеродром са националним летовима је "Ribeirão Preto".

## Туризам
Упркос малој површини, много је разноликости у пејзажу са планинама, водопадима и потоцима. У граду се налазе три скромна хотела и четири ресторана. Главна река је река Сао Жоао. Реку, такође, сачињавају и водопади и велике камене формације које су погодне за вежбање канујинга и кајакинга. Једна од најлепших тачака јесте Чакојеира до Вал, а водопад се налази 4 km од града.

## Економија
Рударство, разне услуге, лака индустрија и агрокултура су главни извори прихода.Економија се заснива на ископавању минерала (никал).Једно од већих предузећа је "Mineração Serra da Fortaleza". Године 2005. запослено је 501 радник.БДП је 2005. године износио, отприлике, 112 mилиона долара, са 5 mилиона долара за порезе, од тога, 25 милиона од услуга, 72 mилиона од индустрије, 9 милиона од агрокултуре. Било је 521 руралних произвођача на 18,000 хектра земље. У пољопривреди је било око 1,800 људи. Главни усеви су кафа, банане, шећерна трска, пиринач, пасуљ и кукуруз. Поседују и 11,000 грла говеда, од којих су 3,000 краве музаре (податак из 2006).
У једној банци (2006) у чијем возном парку је било 616 аутомобила, 48 камиона, 53 камионета, 4 аутобуса и 212 мотоцикла (2007).

## Здравље и образовање
У здравственом сектору раде 3 клинике (2005). Потребе за едукацијом, за 850 студената, испуњавају једна предшколска установа, две основне и једна средња школа.
- Индекс друштвеног развоја општине: 0.765 (2000)
- Државни ранг: 191(од укупно 5,138 општина) (2000)
- Национални ранг: 1,458 (од укупно 5,138 општина) (2000)
- Стопа писмености: 85
- Просечни животни век: 74 (просек за жене и мушкарце)[8]

У 2010. години, месечни приходи по глави становника износили су 192.00$, а изнад националног пресека примања износи 276.00$.Покос де Калдас је 2000. године имао највећи месечни приход по глави становника од 435.00$. Најнижи је био у Сетубинхи и износио је 73.00$.
Највише оцењена општина у Минас Гераис била је општина Покос де Калдас (2000) са 0.841, док је најмањи број поена имала Сетубинха са 0.568. На националном нивоу највише је оцењен Сао Каетано до Сул у Сао Пауло са 0.919, а најниже је оцењен Сетубинха. У скорашњој статистици (узето је у обзир 5.507 општина), Манари из државе Пернабуко је имао најнижу оцену од 0,467-што га је чинило и последњим на ранг листи.